# Grassberry River
Grassberry River är ett vattendrag i Kanada.   Det ligger i provinsen Saskatchewan, i den centrala delen av landet, 2 200 km väster om huvudstaden Ottawa. Grassberry River ligger vid sjöarna  Meadow Lake och Muskeg Lakes.
I omgivningarna runt Grassberry River växer i huvudsak blandskog. Trakten runt Grassberry River är nära nog obefolkad, med mindre än två invånare per kvadratkilometer.